# Bernard de Saint-Étienne
Pour les articles homonymes, voir Bernard (prénom).
Bernard de Saint-Étienne, est un évêque français, qui fut le 39e évêque d'Uzès de la seconde moitié du XIVe siècle.

## Biographie
En 1373, le roi Charles V lui accorde des lettres de sauvegarde.
En 1374, il souscrit au concile de Narbonne avec Jéhan d'Uzès, évêque de Nîmes et fils de Robert Ier, vicomte d'Uzès.